# Mu isamaa on minu arm
Mu isamaa on minu arm ("Mitt hemland är min kärlek") är en estnisk dikt av Lydia Koidula. Dikten tonsattes inför den första estniska sångfesten 1869 av Aleksander Kunileid.
Mu isamaa on minu arm blev en mycket populär fosterlandssång när en ny melodi skrevs av Gustav Ernesaks 1944. Sedan 1947 sjungs sången alltid som avslutning i sångfesten. Sången kan lätt förväxlas med Estlands nationalsång på grund av den liknande titeln. När Estland var ockuperat av Sovjetunionen blev Mu isamaa on minu arm något av en inofficiell nationalsång.

## Mu isamaa on minu arm
Mu isamaa on minu arm,
kel südant annud ma.
Sull' laulan ma, mu ülem õnn,
mu õitsev Eestimaa!
Su valu südames mul keeb,
su õnn ja rõõm mind rõõmsaks teeb,
mu isamaa, mu isamaa!
Mu isamaa on minu arm,
ei teda jäta ma,
ja peaksin sada surma ma
see pärast surema!
Kas laimab võõra kadedus,
sa siiski elad südames,
mu isamaa, mu isamaa!
Mu isamaa on minu arm,
ja tahan puhata,
su rüppe heidan unele,
mu püha Eestimaa!
Su linnud und mull' laulavad,
mu põrmust lilled õitsetad,
mu isamaa, mu isamaa!

## Svensk tolkning
Mitt eget hemland är mig kärt,
mitt hjärta hennes är.
Dig sjunger jag av glädje stor,
o Estland, blomma kär!
Den sorg du känner rör min själ,
din glädje får mig att må väl,
mitt fosterland, mitt fosterland!
Mitt eget hemland är mig kärt,
min håg av trohet full.
Jag skulle hundra gånger om
dö blott för hennes skull!
Om främlingar förtalar dig,
bor du i hjärtat än hos mig,
mitt fosterland, mitt fosterland!
Mitt eget hemland är mig kärt,
där vill jag vila ut,
och i din famn jag möta skall,
o Estland, livets slut!
Mig fåglar sjunga skall till ro,
och från mitt stoft skall blommor gro,
mitt fosterland, mitt fosterland!